# Lanhélin
Lanhélin (bretonska: Lanhelen) är en kommun i departementet Ille-et-Vilaine i Bretagne.
Lanhélin med sina 831 invånare enligt senaste folkräkning ligger 25 km sydost om Saint-Malo på 65 meters höjd över havet.
Lanhélin är känt för sin grå-blå granit (granodiorit) som bryts i öppna dagbrott och används för gravstenar och golv men även för gator som till exempel Champs Elysées.
Den japansk-svenske skulptören Takashi Naraha har bosatt sig här.

## Befolkningsutveckling
Antalet invånare i kommunen Lanhélin
Referens:INSEE